# Négyszögű csavaró izom

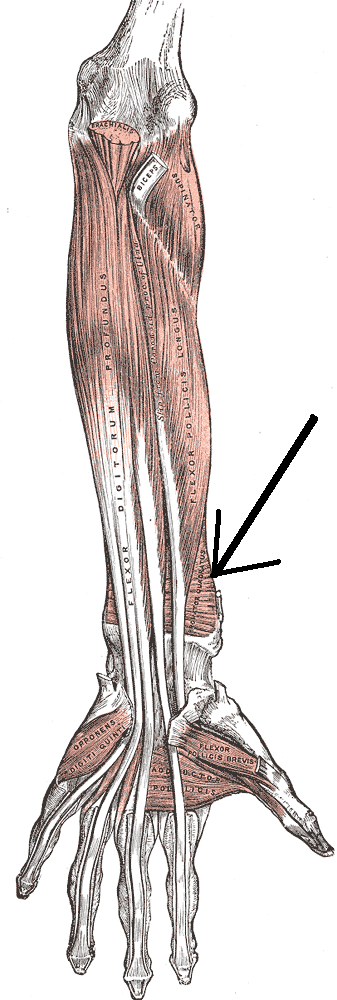
az alkar izmai (a nyíl mutatja a négyszögű csavaró izmot

A négyszögű csavaró izom (latinul musculus pronator quadratus) egy izom az ember alkarjának alsó részén a csukló előtt.

## Eredés, tapadás, elhelyezkedés
A singcsont (ulna) medialis élén ered és az orsócsont (radius) hátulsó felszínén tapad.

## Funkció
Befelé forgatja az alkart (pronatio) és összeköti az alkarcsontokat.

## Beidegzés, vérellátás
A nervus medianus nervus interosseus antebrachii anterior ága idegzi be, és az arteria interosseus látja el vérrel.